# Люцерна колесовидная
Люцерна колесовидная (лат. Medicago rotata) — вид двудольных растений рода Люцерна (Medicago) семейства Бобовые (Fabaceae). Впервые описан швейцарским ботаником Пьером Эдмоном Буассье в 1843 году.
Подвид — Medicago rotata subsp. eliezeri (Eig) Ponert.

## Распространение
Встречается в Ираке, на Кипре, в Израиле, Иордании, Ливане, Сирии, Турции (азиатская часть), а также, предположительно, в Марокко (в последнем, по-видимому, натурализован).

## Ботаническое описание
Однолетнее травянистое растение.

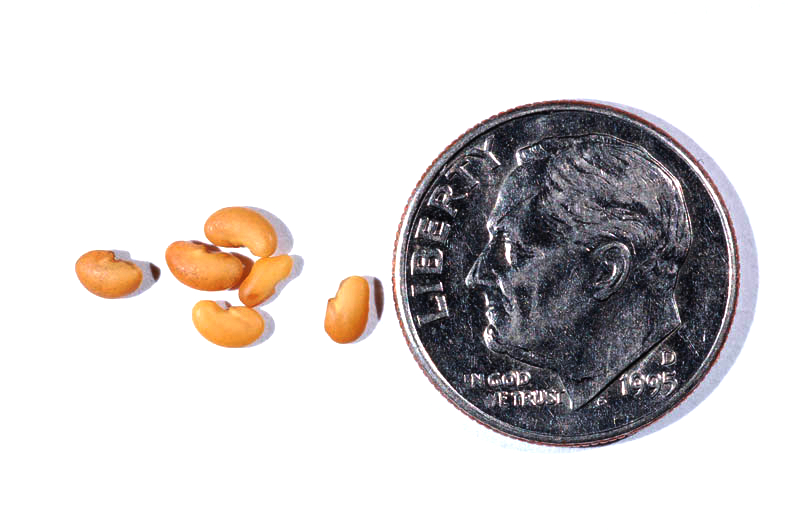
Семена Medicago rotata в сравнении с американским даймом

Листья с тремя цельнокрайными листочками.
Цветёт с марта по май.
Число хромосом — 2n=16.

## Значение
Сорное растение.